# Blavia caliginosa
Blavia caliginosa är en fjärilsart som beskrevs av Walker 1862. Blavia caliginosa ingår i släktet Blavia och familjen björnspinnare. Inga underarter finns listade i Catalogue of Life.